# Ракета (годинник)

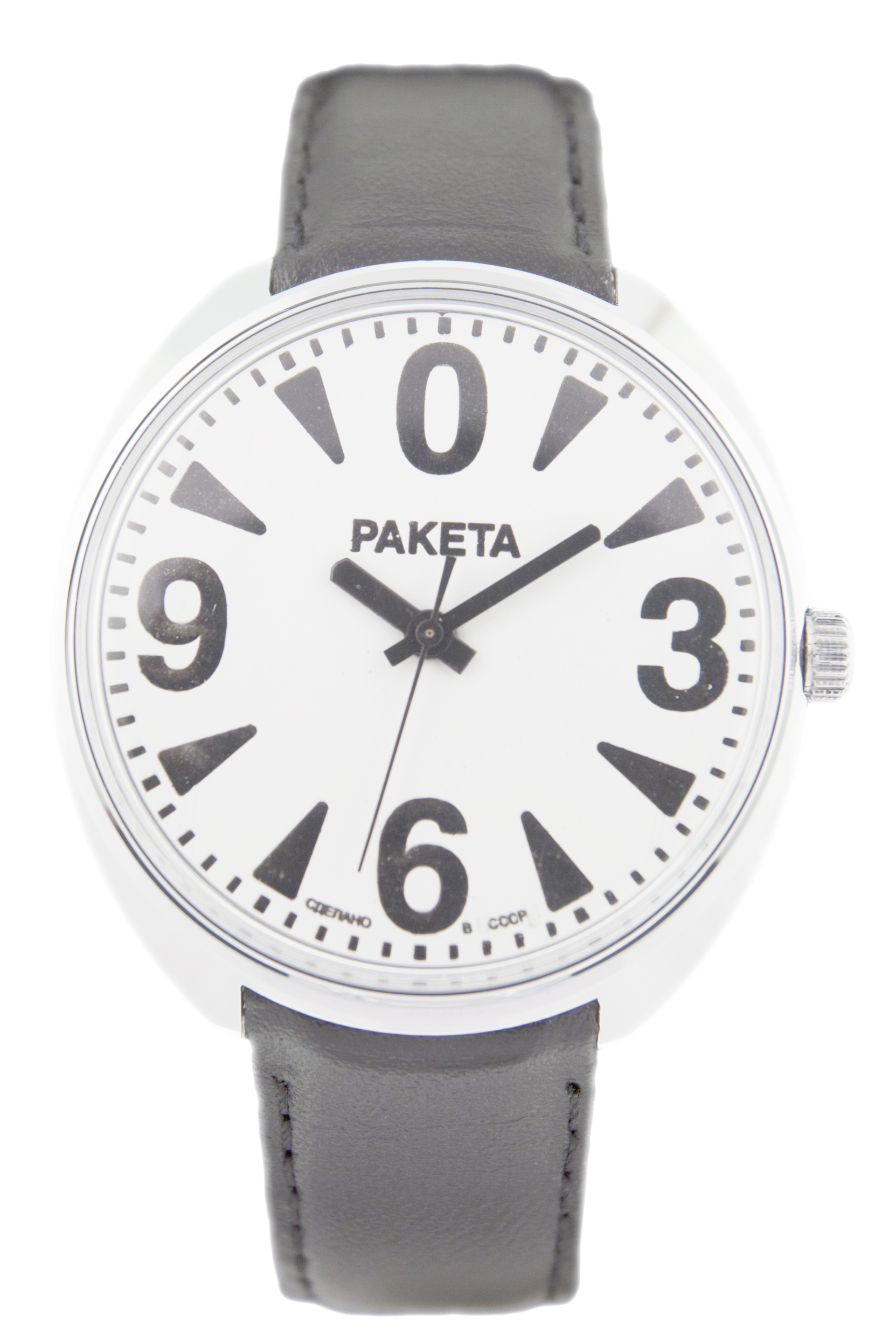
годинник Ракета 1985

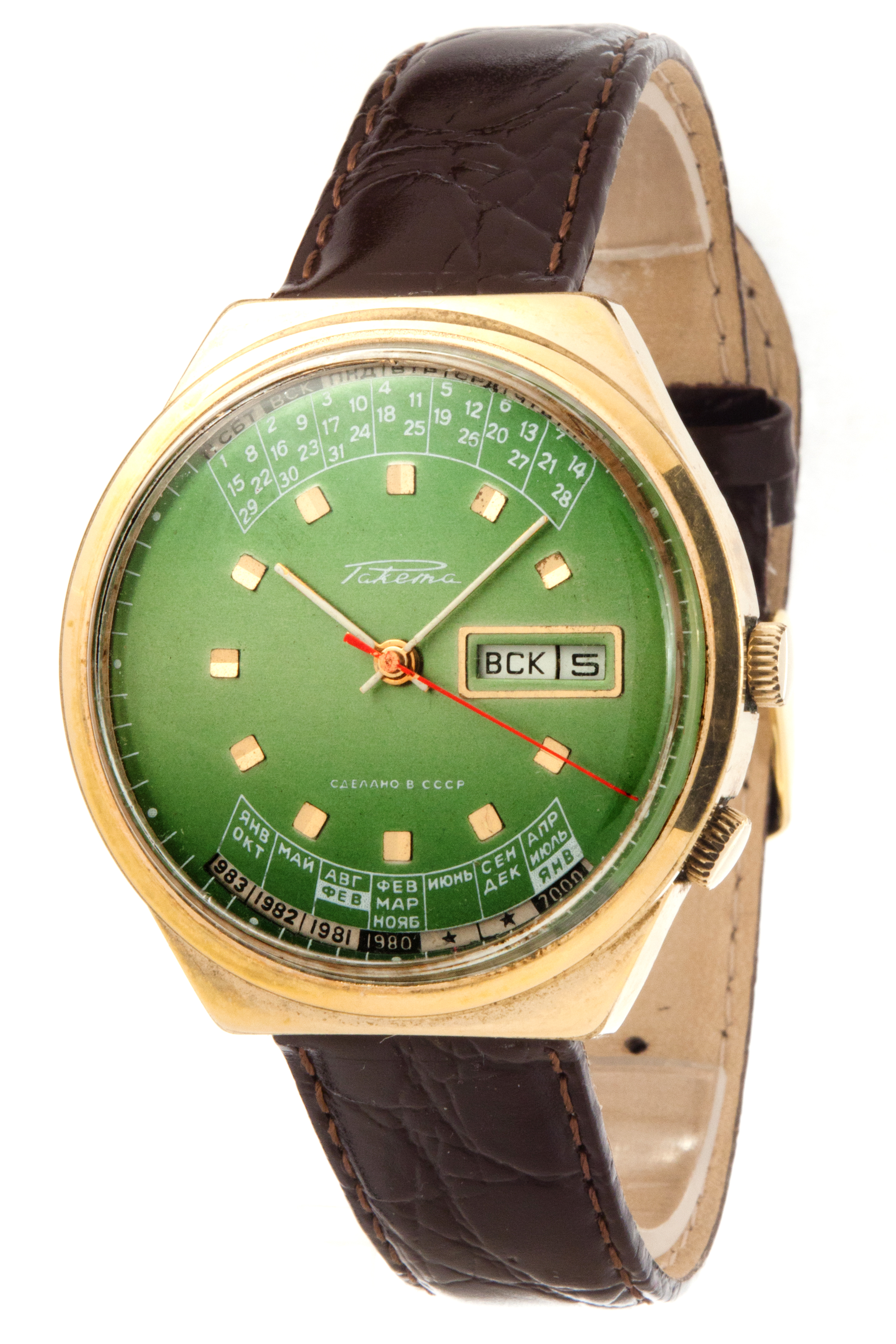
годинник Ракета 1978

«Ракета» — марка годинників, що випускається Петродворцовим годинниковим заводом, найстарішим заводом Росії, який займався у ті часи точною обробкою каменів. Підприємство входило в число 13 найбільших годинникових заводів Радянського Союзу, де з 1949 року було налагоджено масове виробництво годинників для персонального використання на основі привезених після війни з Німеччини креслень, устаткування. Годинники «Ракета», вироблені в Петродворці, експортувалися більше ніж в 30 країн світу.

## Походження назви
Перша партія годинників марки «Ракета» вийшла у світ в 1961 році. Назву годинників продиктувала епоха — 12 квітня 1961 року на кораблі Восток-1 Юрій Гагарін здійснив перший в історії людства політ в космічний простір. Ця подія і мала відображати назву «Ракета». Проте в країнах Західної Європи та Америки ця назва сприймалася негативно. У розпал холодної війни вона більше викликала асоціації з ракетою нового покоління Р-16, яка в тому ж 1962 році була прийнята в СРСР на озброєння.

## Походження марки
Петродворцовому годинниковому заводу вже було більш ніж 200 років, коли він розпочав випуск годинників. До виробництва годинникових механізмів завод займався технічною обробкою каменів. У 1949 році була випущена перша партія наручних годинників марок «Перемога» 15 каменів з готових механізмів, що були привезені з першого Московського годинникового заводу ім. Кірова. Довгий час завод виготовляв лише циферблати, на яких стояло клеймо «ТТК», що означало завод точних технічних каменів. Лише в 1950-х роках завод почав працювати під маркою ПЧЗ (Петродворцевий годинниковий завод). Однак працювати на чужих шаблонах завод не збирався і активно працював над власною оригінальною моделлю. Першою масовою моделлю власного виробництва став годинник «Росія» — 2609 на 16 каменях. (Вважається що він перевершив модель годинника «Кіровські», але через циферблат з крупними фасками, на ньому неможливо було змонтувати календар, за що механізм прозвали «горбатою Росією», і зняли з виробництва). Пізніше (в 60х роках) на заводі створюється єдиний механізм для всіх моделей годинників «Ракета — 2609Н» і вже з 1964 року у заводу з'являється власна оригінальна марка годинників «Ракета» (Треба сказати що ракетою називалися годинники з кінця 50х років, після першого запуску ракети в космос. Але це була просто назва годинника, а не маркою продукції ПЧЗ. Причому найчастіше маркувалися так годинники калібру 2603, з боковою секундною стрілкою). Базовий механізм Петродворцового заводу «Ракета — 2609Н» та «Ракета — 2609НА» став одним з найкращих в країні. (Деякі спеціалісти вважають що він перевершив механізм «Росія» — 2609. До речі «Ракета — 2609НА» у виробництві називався також Росією, але «плоскою Росією», щоб відрізнити від «горбатої») На його основі випускаються більше двох десятків модифікацій годинників «Ракета»: з автоматичним заведенням, з календарем, з 24-годинний шкалою для полярників, антимагнітні, для сліпих. До 1980 року завод випускав 4 600 000 годинників на рік.

## Перші моделі годинників «Ракета»
Першими годинниками під маркою «Ракета» стали моделі «Росія», «Рекорд», «Петродворець». Годинники «Рекорд» були другою оригінальною конструкцією. Досі вони залишаються найбільш плоскими з усіх, створених в СРСР. Їх висота — 2,7 міліметра, що не більше двох радянських п'ятикопійчаних монет, покладених одна на одну. У 1965 році «Рекорд» отримав золоту медаль міжнародної Лейпцизького ярмарку.

## Нагороди
- Золота медаль на Всесвітньому Лейпцизькому ярмарку за годинник «Рекорд» (1965);
- Золота медаль на Всесвітньому Лейпцизькому ярмарку (1966);
- Гран-прі Всесвітня виставка Експо-67 у Монреалі (1967);
- Орден Трудового Червоного Прапора (1971).

## Сучасні моделі
- Петродворцовий Класик
- Вічний Календар
- Льотчик, годинник з визначенням часу в 24 часових поясах
- Спорт-Академічні
- Полярний годинник з визначенням часу в 24 часових поясах
- Полярні на 12:00
- Балерина
- годинник для осіб, які працюють у складних метеорологічних умовах

## Нова сторінка в історії заводу
У 2009 році був створений інвестиційний фонд, до якого увійшли як російські, так і іноземні інвестори. Серед тих, хто відкрито називає свої імена, — суцільно аристократичні прізвища. Найбільшим акціонером «Ракети» став граф Сергій Пален, чий предок був ініціатором змови проти
імператора Павла I. До ради директорів входить і князь Ростислав Романов, прапрадідусем якого був цар Микола I Сьогодні Петродворцовий годинниковий завод виробляє власні годинникові механізми від «А» до «Я». Цим можуть похвалитися далеко не всі світові годинникові бренди, навіть у Швейцарії їх виготовляють близько 5 часових мануфактур. Петродворцовий Годинниковий Завод «Ракета» — один з останніх годинникових заводів, розташованих в своєму історичному будинку, там же, де його заснував Петро I, і випускають як власні годинникові механізми, так і годинник «Ракета».
У 2010 році до реклами «Ракети» приєдналася модель Наталія Водянова. Це перший російський бренд, з яким вона працює.

## Швейцарські фахівці
У 2009 році до заводу були запрошені годинникові інженери зі Швейцарії, які в різний час працювали з Rolex, Breguet, Hautlence та ін. Зокрема Дамьен Суріс, який брав участь у розробці механізмів memoire 1 Maurice Lacroix і OPUS 12 і Ліонель Рой.

## Ракета на Baselworld 2011
2011 року «Ракета» була представлена на виставці Baselworld 2011.